# Benjamin Stauder
Benjamin Stauder (* 30. Oktober 1987 in Kirchzarten) ist ein deutscher Radrennfahrer.

## Werdegang
Stauder begann mit dem Radrennsport 2001 beim RV Stegen. 2006 wechselte er für ein Jahr in das U23-Radbundesligateam Rothaus aus Emmendingen, bevor er 2007 beim Schweizer Continental Team Atlas Romer’s Hausbäckerei seinen ersten Vertrag bei einem internationalen Radsportteam hatte. Für die Saison 2008 wechselte er zum neuen Schweizer Team Stegcomputer-CKT, für das er am 15. März 2008 bei der ersten Etappe der Tour of Libya seinen ersten internationalen Sieg im Erwachsenenbereich einfuhr.
Seit dem Jahr 2014 startet Stauder wieder für den RV Stegen und konnte bei der Tour du Cameroun eine Etappe gewinnen und das Rennen als Gesamtzweiter mit sechs Sekunden Rückstand auf den Sieger Dan Craven abschließen. Durch diese Erfolge konnte er 2014 mit Platz 32 bestplatzierter Elite-A-Fahrer in der Jahresrangliste des Bund Deutscher Radfahrer werden.
Neben dem Radrennsport studierte Stauder in Ansbach Internationales Management für Spitzensportler und war 2014 als Wissenschaftliche Hilfskraft an der Universität Freiburg tätig. Er absolvierte ein Praxissemester beim bayrischen Radhersteller Corratec. Außerdem baute er bei seinem Heimatverein RV Stegen ein Elite-Radsportteam auf.
Seinen größten Erfolg erzielte Benjamin Stauder 2017. Nachdem er bereits auf der Tour de Tunisie der UCI Africa Tour eine Etappe für sich entscheiden konnte, gewann er auf der Tour du Faso fünf Etappen. Auf der 5. bis zur 7. Etappe fuhr er drei Tage im Gelben Trikot des Gesamtführenden. Am Ende konnte er die Punktewertung um das Grüne Trikot für sich entscheiden.

## Erfolge
2008
- eine Etappe Tour of Libya

2013
- Bayerischer Bahnmeister Teamsprint, Einerverfolgung, Omnium, 1000-m-Zeitfahren und Punktefahren

2014
- eine Etappe Tour du Cameroun

2017
- eine Etappe Tour de Tunisie
- fünf Etappen und  Punktewertung Tour du Faso

## Teams
- 2007 Atlas Romer's Hausbäckerei
- 2008 Stegcomputer-CKT
- 2009 Team Neotel
- 2010 CKT TMIT-Champion System